# Parafia Najświętszej Maryi Panny Wniebowziętej w Nowym Wiśniczu
Parafia pw. Najświętszej Maryi Panny Wniebowziętej w Nowym Wiśniczu – parafia rzymskokatolicka znajdująca się w diecezji tarnowskiej w dekanacie Lipnica Murowana. Erygowana w 1620 r. przy kościele wznoszonym w latach 1618−1621. Mieści się przy Placu Kościelnym. Świątynia zbudowana w stylu manierystyczno-wczesnobarokowym.

## Literatura
- Kazimierz Talarek, 400 lat parafii Nowy Wiśnicz (1620−2020), Biblos, Tarnów 2024.
- Piotr S. Szlezynger, Nowy Wiśnicz, barokowa fara pw. Wniebowzięcia NMP i św. Jana Chrzciciela. Zarys problematyki, „Ochrona zabytków” 2015, t. 2, s. 93−113 (również online).